# Період (геологія)
Геологічний період (англ. geological period; нім. geologische Periode f) — частина геологічної ери. Підрозділ геохронологічної шкали, що відповідає часові утворення геологічних відкладів однієї геологічної системи. Тривалість більшості періодів — десятки мільйонів років. Геологічні періоди поділяють на епохи.
Розрізняють періоди:
| - у кайнозої: - четвертинний - неогеновий - палеогеновий - у мезозої: - крейдовий - юрський - тріасовий - у палеозої: - пермський - кам'яновугільний - девонський - силурійський - ордовицький - кембрійський | - у неопротерозої: - едіакарський - кріогеновий - тонійський - у мезопротерозої: - стенійський - ектазійський - калімійський - у палеопротерозої: - статерійський - орозирійський - рясійський - сидерійський |